# 申秀
申秀（?—?），五胡十六国时北燕大臣，馮跋的中書監。
太平二十二年（430年）八月，北燕天王冯跋重病，征召中書監申秀、侍中阳哲来到寝殿嘱托后事，他说：“吾患当不济，卿等善相吾子，参决万几。”但是冯跋死后，冯跋的儿子冯永没有继承王位，他的弟弟冯弘即位。前燕有起居注，杜辅全禄为《燕记》，后燕董统草创《后燕书》三十卷，其后申秀、范亨各取前后二燕，合成一史。于是董统有《后燕书》，申秀、范亨也都记载后燕之事。根据《新唐书·藝文志》申秀有《孝友傳》八卷。